# Герб Кочичиного
Герб Кочи́чиного — офіційний символ села Кочичине Ємільчинського району Житомирської області, затверджений 1 липня 2013 р. рішенням № 133 XXIII сесії Кочичинської сільської ради VI скликання.

## Опис
Щит скошений зліва зеленим і червоним. На першому полі золотий лось, на другому чотири золоті соснові шишки ромбом. Щит обрамований золотим декоративним картушем і увінчаний золотою сільською короною.

## Значення символів
Зелений колір і золотий лось — символ лісу, червоний — символ минулого Поліської землі. Чотири золоті соснові шишки символізують чотири населені пункти: Кочичине, Забаро-Давидівка, Дібрівка, Володимирівка, які входять до складу територіальної громади, лісистість території та соснові ліси, які ростуть на території громади.
Автор — Наталія Володимирівна Яковчук.